# Ctenomys kraglievichi
El tuco-tuco de Kraglievich o tuco-tuco fósil (Ctenomys kraglievichi) es una especie extinguida de roedor del género Ctenomys de la familia Ctenomyidae. Habitó en el centro-este del Cono Sur de Sudamérica.

## Taxonomía
Descripción e historia taxonómica
Esta especie fue descrita originalmente en el año 1930 por el naturalista, arqueólogo, antropólogo, paleontólogo y geólogo argentino Carlos Rusconi, con la combinación científica: Megactenomys kraglievichi, al crearle un género solo para ella, dado sus particularidades morfológicas. En el año 1996, Diego H. Verzi y M. Lezcano la trasfirieron al género Ctenomys y ampliaron la descripción sobre la base de un material mejor conservado (MLP 92-VII-5-1), el que había sido exhumado en los acantilados marinos al oriente de Necochea, cerca de la pequeña localidad de Costa Bonita.
En el año 2004, Diego Verzi, Cecilia Deschamps y Eduardo P. Tonni sinonimizaron en C. kraglievichi otros taxones fósiles del género (Ctenomys dasseni longirostris Rusconi, 1931 y Ctenomys praderii Mones and Castiglioni, 1979).
Localidad tipo
El material holotipo se colectó en acantilados marítimos situados al norte de la ciudad de Mar del Plata, en el sureste de la provincia de Buenos Aires, Argentina.   
Holotipo
El holotipo designado es el catalogado como: MACN 6457, consiste en un rostrum dañado, con ambos I1 y DP4 izquierdo.
Etimología
El término específico es un epónimo que refiere al apellido de la persona a quien le fue dedicada, el paleontólogo argentino Lucas Kraglievich, especialista en mamíferos fósiles.

## Edad atribuida
La edad postulada para los estratos portadores es el Marplatense. La presencia de este roedor en el perfil se tomó como especie indicadora o fósil guía para definir una zona basada en micromamíferos, la “biozona de Ctenomys kraglievichi”, la cual se correlaciona con la base de la “Biozona de Megatherium americanum”, definida como la base bioestratigráfica del Bonaerense temprano (Pleistoceno medio).
La fauna acompañante, de raigambre brasílica, sugieren una relación con un fuerte pulso cálido, probablemente estacionalmente seco, en un entorno ambientalmente complejo, con áreas abiertas con bosques dispersos del tipo templado-cálido, localmente asociados a sistemas fluviales.

## Caracterización
Ctenomys kraglievichi es un taxón peculiar, sobre todo por su gran tamaño (el que iguala a la mayor especie viviente del género: C. conoveri) y por la morfología de su cráneo y de sus incisivos, los que son procumbentes, con una larga porción extra-alveolar.

## Distribución
Esta especie fue colectada en el sudeste y sudoeste de la provincia de Buenos Aires (Argentina), en un área litoral de aproximadamente 20 kilómetros de largo entre la frontera norte de la ciudad de Mar del Plata y Santa Clara del Mar, en los alrededores de Necochea y en el Bajo San José. Al sinonimizarle Ctenomys praderii, su geonemia alcanza por el norte también Uruguay, ya que el espécimen tipo fue encontrado en afloramientos de la Formación Libertad en Conchillas (departamento de Colonia).